# قاو مين (دراجة)
قاو مين (بالصينية: 高敏) هي دراجة صينية، ولدت في 26 يناير 1982 في خبي في الصين.

## وصلات خارجية
- قاو مين على موقع الاتحاد الدولي للدراجات (الإنجليزية)
- قاو مين على موقع أرشيف الدراجات (الإنجليزية)
- قاو مين على موقع إحصائيات الدراجات الإحترافية (الإنجليزية)
- قاو مين على موقع نسبة الدراجات (الإنجليزية)
- قاو مين على موقع أوليمبيديا (الإنجليزية)
- قاو مين على موقع اللجنة الأولمبية الصينية (الإنجليزية)